# SimFarm
SimFarm: SimCity's Country Cousin, är ett datorspel utvecklat av Maxis från 1993. i spelet bygger spelaren och har hand om en bondgård.

## Gameplay
Spelet är baserat på att styra en riktig bondgård. I SimFarm får spelaren ansvarar att bygga upp en gård och placera där byggnader, köpa och sälja boskap och plantera grödor. Spelet har ett väder och säsongssystem som ger spelet samma svårigheter som en riktig bondgård. I spelet kan spelaren råka ut för katastrofer som man förstöra bondgården som tornados, torka, skadedjur och översvämningar.
SimFarm har också en mindre stad inkluderar i simulationen, som påminner om SimCity i sitt utseende och sin funktion.
Spelaren kan interagera med staden då och då genom att föreslå nya odlingstyper och gå på tävlingar med boskapen. Bondgården som spelaren styr byggs ut vid varje nytt år om spelaren har kvar tillräckligt med pengar kvar från föregående år.
SimFarm tillåter spelaren att välja var bondgården ligger genom att välja region och klimat på ett av nio områden i USA. Varje klimat har också vind, regnmängd och temperaturer. I spelförpackningen medföljer en lärarguide som lär spelaren att sköta spelet.
Spelaren måste också ha utrustning som är nödvändig för att behålla gården och få grödorna att skördas. Det behövs också förråd för fordon, boskap och skörden. Grödornas uppgift är i huvudsakligen ger intäkterna till gården. Alla grödor har olika odlingscyklar och krav på vatten, temperatur och har olika motståndskraft mot skadedjur, ogräs och sjukdomar.
Det finns fyra typer av boskap i SimFarm, som alla har olika önskemål vad gäller mat, vatten och behov av att avyngliga sig.